# Quatorzième gouvernement de Nouvelle-Calédonie
Nouvelle-Calédonie
Ligeard Germain (II)
Le quatorzième gouvernement de la Nouvelle-Calédonie formé depuis les Accords de Nouméa, dit premier gouvernement Germain ou gouvernement Germain I, est élu par le Congrès le 31 décembre 2014 mais n'est opérationnel qu'à partir du 1er avril 2015, date de l'élection de son président et de son vice-président. Il est le deuxième formé à la suite des élections provinciales du 11 mai 2014, le précédent exécutif présidé par Cynthia Ligeard du Front pour l'unité (FPU) ayant chuté le 16 décembre 2015 du fait de la démission collective des membres issus de Calédonie ensemble et de leurs suivants de liste. Ceux-ci estiment alors que le « Contrat de gouvernance solidaire » qui liait depuis le scrutin de mai 2014 les trois principales formations non-indépendantistes n'a pas été respecté par le FPU, ce groupe ayant la veille voté contre trois projets de lois du pays (néanmoins adoptés grâce à des voix indépendantistes) visant à augmenter les recettes fiscales par la création d'une contribution additionnelle à l’impôt sur les sociétés (CAIS) et d'une contribution calédonienne de solidarité (CCS, équivalent local de la CSG) ou encore l'augmentation de l’impôt sur le revenu des valeurs immobilières (IRVM, taxant les dividendes),. Le 22 décembre, le Congrès a fixé, par délibération, le nombre de membres du nouveau gouvernement à former à 11, soit le maximum prévu par la loi organique, et la date de l'élection est finalement fixée au 31 décembre.
Le gouvernement Ligeard ainsi démissionnaire continue néanmoins par la suite à gérer les affaires courantes jusqu'à l'élection du président du nouvel exécutif, ce qui n'a lieu que le 1er avril 2015, Calédonie ensemble et le Front pour l'unité se disputant le poste. En effet, après des moins d'incertitude politique, les dirigeants des quatre composantes du Front de libération nationale kanak et socialiste (FLNKS) indépendantiste déclarent dans un communiqué daté du 31 mars 2015 vouloir trancher en faveur de l'un des candidats non-indépendantistes afin « sans aucune contrepartie, de prendre l'initiative de mettre en place un gouvernement opérationnel » pour, selon eux, « finaliser les transferts de compétences », « adopter une stratégie minière et industrielle commune », « engager les réformes économiques, sociales, environnementales et culturelles nécessaires au développement du pays » et « préparer le référendum de sortie prévu par l'accord de Nouméa ». Par conséquent, le Haut-commissaire de la République convoque une réunion du gouvernement le 1er avril 2015 qui, en l'absence de trois de ses membres (Bernard Deladrière du FPU, Sonia Backès de l'Union pour la Calédonie dans la France et Gilbert Tyuienon du FLNKS-Union calédonienne), procède à l'élection de Philippe Germain de Calédonie ensemble à la présidence, avec 6 voix sur 11 (les 3 de Calédonie ensemble, les 2 du FLNKS-Union nationale pour l'indépendance-Parti de libération kanak et 1 des 3 de l'Union calédonienne, à savoir celle de Jean-Louis d'Anglebermes), contre 1 pour Cynthia Ligeard du FPU (sa propre voix), 1 vote blanc (celui d'Anthony Lecren de l'Union calédonienne) et 3 absents. Le même jour, Jean-Louis d'Anglebermes est élu vice-président par 7 voix sur 11 (les 3 de Calédonie ensemble, les 2 du FLNKS-Union nationale pour l'indépendance-Parti de libération kanak et les 2 membres présents de l'Union calédonienne) et un vote blanc (celui de Cynthia Ligeard). La répartition de l'animation et du contrôle des secteurs entre les membres du gouvernement a lieu le 3 avril 2015.
Après les élections législatives de juin 2017, l'un des membres du gouvernement, Philippe Dunoyer, est élu député et ne peut plus exercer de fonctions au sein du gouvernement en raison de la loi sur les cumuls des mandats. Son dernier suivant de liste disponible, Philippe Gomès, ayant lui-même été réélu député, il ne peut être remplacé et l'exécutif ne peut qu'être démissionnaire de plein droit. Ceci est officiellement fait le 19 août 2017. Le 14e gouvernement reste toutefois en fonction pour gérer les affaires courantes tant que son successeur, élu le 31 août 2017, ne s'est pas mis d'accord sur le nom de son président, c'est-à-dire jusqu'au 1er décembre 2017.

## Gouvernement précédent
Gouvernement Ligeard

## Gouvernement suivant
Gouvernement Germain II

## Candidatures et élection

### Listes
Les candidats indiqués en gras sont ceux membres du Congrès, élus ou siégeant dans l'institution depuis 2014. 

### Résultat
|       | Liste                    | Votes | %     | Sièges au Gouvernement | Détail du vote |
| ----- | ------------------------ | ----- | ----- | ---------------------- | --- |
|       | Calédonie ensemble       | 15    | 27,78 | 3                      | Les 15 du groupe Calédonie ensemble                                                                                    |
|       | UC-FLNKS et Nationaliste | 15    | 27,78 | 3                      | Les 15 du groupe UC-FLNKS et Nationaliste (11 UC, 2 Travaillistes, 1 DUS, 1 UC Renouveau)                              |
|       | UNI                      | 10    | 18,52 | 2                      | Les 9 du groupe UNI (8 Palika, 1 UPM) et 1 LKS (Basile Citré)                                                          |
|       | FPU-EPN                  | 9     | 16,67 | 2                      | Les 8 du groupe du Front pour l'unité-Entente provinciale Nord (6 Rassemblement-UMP, 2 L'Avenir ensemble), 1 des 6 UCF |
|       | UCF                      | 5     | 9,26  | 1                      | 5 des 6 du groupe de l'Union pour la Calédonie dans la France (3 MPC, 2 RPC, 1 MRC)                                    |
| Total | Total                    | 54    | 100   | 11                     | - |

## Présidence et vice-présidence
- Président : Philippe Germain
- Vice-président : Jean-Louis d'Anglebermes

## Composition

### Issus de la liste du groupe Calédonie ensemble
Les trois élus de cette liste sont membres de Calédonie ensemble. 
| Personnalité                                     | Secteurs de compétence | Autres fonctions                              | Profession                                                              | Commune - Province                       |
| ------------------------------------------------ | --- | --------------------------------------------- | ----------------------------------------------------------------------- | ---------------------------------------- |
| Philippe Germain                                 | Président Économie - Droit commercial - Fiscalité - Douanes Commerce extérieur Protection judiciaire de l'enfance et de la jeunesse (jusqu'au 15/07/2015, coordination ensuite) Sécurité civile Agriculture, Élevage, Pêche (à p. 15/07/2015) |                                               | Consultant industriel, Chef d'entreprise                                | Nouméa et Farino, Province Sud           |
| Thierry Cornaille (démissionne le 25 avril 2016) | Porte-parole Budget - Logement - Énergie - Développement numérique Questions liées à la Communication audiovisuelle Suivi des Questions monétaires - Crédit Relations avec le Congrès                                                         |                                               | Haut-fonctionnaire Gérant de société                                    | Nouméa, Province Sud                     |
| Philippe Dunoyer (à p. du 26 avril 2016)         | Porte-parole Budget - Logement - Énergie - Développement numérique Questions liées à la Communication audiovisuelle Suivi des Questions monétaires - Crédit Relations avec le Congrès                                                         | 3e adjoint au maire de Nouméa                 | Fonctionnaire territorial Ancien directeur de cabinet de Philippe Gomès | Nouméa, Province Sud                     |
| André-Jean Léopold (démissionne le 3 juin 2015)  | Enseignement Questions relatives à l'Enseignement supérieur - Recherche Mise en place du Service civique |                                               | Cadre de l'enseignement privé catholique                                | Nouméa, Province Sud                     |
| Hélène Iekawé (à p. du 3 juin 2015)              | Enseignement Questions relatives à l'Enseignement supérieur - Recherche Mise en place du Service civique | Conseillère municipale d'opposition de Dumbéa | Professeur en langues kanak                                             | Dumbéa, Province Sud Lifou, Îles Loyauté |

### Issus de la liste du groupe UC-FLNKS et Nationaliste
Les trois élus de cette liste sont membres du Front de libération nationale kanak et socialiste (FLNKS) et de l'Union calédonienne (UC). 
| Personnalité             | Secteurs de compétence | Autres fonctions | Profession                                   | Commune - Province               |
| ------------------------ | --- | ---------------- | -------------------------------------------- | -------------------------------- |
| Jean-Louis d'Anglebermes | Vice-président Travail et emploi - Dialogue social - Formation professionnelle Relations avec le CESE |                  | Professeur de sciences physiques Agriculteur | Mont-Dore et Païta, Province Sud |
| Gilbert Tyuienon         | Infrastructures publiques Transports aérien domestique et international, terrestre et maritime Suivi du Schéma d'aménagement et de développement « NC 2025 »                                                                                           | Maire de Canala  | Fonctionnaire territorial                    | Canala, Province Nord            |
| Anthony Lecren           | Aménagement foncier - Affaires coutumières Écologie - Développement durable Gestion et conservation des Ressources naturelles, biologiques et non biologiques de la ZEE Suivi des ZODEP - Relations avec le Sénat coutumier et les Conseils coutumiers |                  | Chargé d'affaires                            | Mont-Dore, Province Sud          |

### Issue de la liste du groupe UNI
Les deux élues de cette liste sont membres du FLNKS et du Parti de libération kanak (Palika). 
| Personnalité        | Secteurs de compétence                     | Autres fonctions                       | Profession                                                                       | Commune - Province         |
| ------------------- | ------------------------------------------ | -------------------------------------- | -------------------------------------------------------------------------------- | -------------------------- |
| Déwé Gorodey        | Culture - Condition féminine - Citoyenneté |                                        | Professeur, conteuse en langues kanak Écrivain                                   | Ponerihouen, Province Nord |
| Valentine Eurisouké | Santé - Jeunesse - Sports                  | Ancienne maire de Houaïlou (2008-2014) | Fonctionnaire territorial Ancienne responsable de la Mission de la femme du Nord | Houaïlou, Province Nord    |

### Issus de la liste du groupe Front pour l'unité - Entente provinciale Nord
Les deux élus de cette liste sont membres du Rassemblement-UMP. 
| Personnalité       | Secteurs de compétence | Autres fonctions                                                                                   | Profession                                     | Commune - Province                 |
| ------------------ | --- | -------------------------------------------------------------------------------------------------- | ---------------------------------------------- | ---------------------------------- |
| Cynthia Ligeard    | Fonction publique - Sécurité routière | Ancienne présidente du gouvernement (2014-2015) Ancienne présidente de la Province Sud (2012-2014) | Employée municipale                            | Nouméa et Bouloupari, Province Sud |
| Bernard Deladrière | Droit civil, des assurances et de l'urbanisme Suivi des Transferts de compétences Simplification administrative Modernisation de l'administration - Francophonie Construction du Médipôle de Koutio Relations avec les Provinces et communes | 3e adjoint au maire du Mont-Dore                                                                   | Diplomate, magistrat Fonctionnaire territorial | Mont-Dore, Province Sud            |

### Issue de la liste du groupe Union pour la Calédonie dans la France
L'unique élue de cette liste est membre du Mouvement populaire calédonien (MPC). 
| Personnalité                                   | Secteurs de compétence | Autres fonctions                              | Profession                                                     | Commune - Province   |
| ---------------------------------------------- | --- | --------------------------------------------- | -------------------------------------------------------------- | -------------------- |
| Sonia Backès (démissionne le 10 juillet 2015)  | Protection sociale - Solidarité - Handicap Agriculture, Élevage, Pêche (jusqu'au 10/07/2015) Politique de la famille Protection judiciaire de l'enfance et de la jeunesse (à p. 15/07/2015) | Conseillère municipale d'opposition de Nouméa | Informaticienne Fonctionnaire territorial Dirigeante syndicale | Nouméa, Province Sud |
| Isabelle Champmoreau (à p. du 10 juillet 2015) | Protection sociale - Solidarité - Handicap Agriculture, Élevage, Pêche (jusqu'au 10/07/2015) Politique de la famille Protection judiciaire de l'enfance et de la jeunesse (à p. 15/07/2015) | Conseillère municipale d'opposition de Nouméa | Institutrice                                                   | Nouméa, Province Sud |